# Bacino di Raton
Il bacino di Raton o bacino Raton è un bacino strutturale degli Stati Uniti d'America situato tra il Colorado meridionale e il Nuovo Messico settentrionale.
Il suo nome deriva dal passo di Raton e dalla cittadina di Raton, nel Nuovo Messico. Il bacino ha un'estensione di 80 km in direzione est-ovest e di 140 km in direzione nord-sud, tra le contee di Huerfano e Las Animas nel Colorado e la contea di Colfax nel Nuovo Messico.
Il bacino è sfruttato da lungo tempo per la produzione di carbone e più recentemente per il metano da carbone. È ben conosciuto per gli affioramenti di rocce risalenti al passaggio dal Cretacico al Paleogene, che sono state studiate per ricercare l'evidenza di un impatto meteoritico.

## Topografia
Anche se strutturalmente si tratta di un bacino strutturale, il bacino Raton forma un rilievo topografico solcato da fiumi che scorrono verso est come il Purgatoire River. Il bacino forma le colline pedemontane delle Montagne Rocciose, immediatamente a est della catena montuosa Sangre de Cristo Range.

## Geologia
I letti sedimentari che formano il bacino risalgono al Paleozoico, Mesozoico e Paleogene. Nella parte orientale del bacino, la sezione sedimentaria è sormontata da un flusso di basalto del Miocene. Il bacino è fortemente asimmetrico e gli strati hanno pendenze più ripide a ovest che a est.
La rocce sedimentarie del bacino sono fortemente intruse da tappi ignei, dicchi e sill che 
vanno dall'Eocene all'Oligocene. Due grandi intrusioni granitiche vicino all'asse del bacino formano l'East Spanish Peak e il West Spanish Peak. Dicchi di composizione felsica intermedia si irradiano dall'East e dal West Spanish Peak, e a nord hanno l'apparenza di grandi pareti rocciose. Dicchi di composizione femica e ultrafemica attraversano il bacino da est-nordest a ovest-sudovest.
Il sito del bacino Raton era una piana costiera tra la fine del Cretaceo e l'inizio del Paleogene, e presenta una sequenza ben conservata di rocce risalenti alla transizione Cretaceo-Paleogene. Per questo motivo il bacino del Raton è stato studiato per cercare tracce dell'anomalia dell'iridio, che si ritiene sia l'evidenza di un grande impatto meteoritico avvenuto alla fine del Cretacico e che si pensa sia stata la causa del grande evento di estinzione di massa del Cretaceo-Paleocene. Il margine è rappresentato nel bacino da uno strato di 1 cm di argilla che contiene una concentrazione anormalmente alta di iridio. Questo strato è accessibile al pubblico nel Trinidad Lake State Park.